# Medidas alternativas a las penas privativas o restrictivas de libertad (Chile)
Las medidas alternativas a las penas privativas o restrictivas de libertad en Chile son un sistema establecido en la Ley N.º 18.216, sobre Medidas Alternativas para el Cumplimiento de Penas Restrictivas o Privativas de Libertad, que permite a los tribunales suspender la ejecución de penas privativas o restrictivas de libertad al momento de imponerlas, cumpliendo ciertos requisitos.
Estas medidas alternativas son: la remisión condicional de la pena, la reclusión nocturna y la libertad vigilada.

## Antecedentes
El Código Penal chileno contempla las reglas de determinación de la pena que se impone a una persona, ante la comisión de un delito, por una sentencia pronunciada por un tribunal previamente establecido, ante su participación en dicho hecho delictual. Tales reglas, que permiten determinar la pena en el caso concreto, involucra considerar: la pena asignada por la ley al delito respectivo, el grado de desarrollo de éste, el grado de participación (autor, cómplice o encubridor), las circunstancias atenuantes y agravantes del delito y la extensión del mal causado.
El Código Penal establece diversas sanciones para las faltas, simples delitos y crímenes. Estas penas van desde "Prisión", con un mínimo de sesenta días, hasta "Presidio Mayor", el cual va desde quince años y un día hasta veinte años. Además contempla penas de "Presidio Perpetuo" y "Presidio Perpetuo Calificado".
Debido a que las penas privativas o restrictivas de libertad son las de mayor severidad en el Código Penal y, además las habituales en su texto, se pretendió establecer un sistema de medidas alternativas para su cumplimiento. Con ese fin se promulgó en 1983 la Ley N.º 18.216, sobre las Medidas Alternativas para el Cumplimiento de Penas Restrictivas o Privativas de Libertad, durante la dictadura militar. Este ley fue promulgada el 20 de abril de 1983 y publicada en el Diario Oficial el 14 de mayo del mismo año.
Su origen se remonta a las consideraciones en torno a los beneficios conseguidos para los reclusos y para la sociedad en caso de penas de corta duración. Se ha estimado que con este tipo de sanciones no se logra el objetivo de rehabilitar a tales personas, es por ello que para lograr mayores posibilidades de readaptación y reinserción social de estas es necesario contar con medidas alternativas a las penas establecidas por el Código Penal.

## Medidas alternativas
La Ley N.º 18.216, sobre las Medidas Alternativas para el Cumplimiento de Penas Restrictivas o Privativas de Libertad contempla las siguientes medidas:
- Remisión condicional de la pena,
- Libertad Vigilada y
- Reclusión Nocturna.

### Remisión Condicional de la Pena
El artículo 3 de la ley establece que la remisión condicional de la pena "consiste en la suspensión de su cumplimiento y en la discreta observación y asistencia del condenado por la autoridad administrativa durante un lapso de tiempo".

#### Requisitos
- La pena establecida por la sentencia para el delito en cuestión no debe exceder de 3 años.
- La persona no debe haber sido condenado anteriormente por crimen o simple delito.
- Sus antecedentes y conducta deben permitir presumir que no volverá a delinquir.
- Se debe demostrar que sea innecesario un tratamiento o la ejecución efectiva de la pena.

#### Obligaciones
- Establecer residencia en un lugar determinado.
- Concurrir a la sección de Tratamiento en el Medio Libre de la Gendarmería de Chile, una vez al mes.
- Satisfacer indemnización civil, costas y multas impuestas por la sentencia (el tribunal puede obviar esta obligación en caso de impedimento justificado).

#### Revocación
- Por comisión de crimen o simple delito.
- Por incumplimiento de las condiciones impuestas al concederse.

### Reclusión Nocturna
Según el artículo 7 de la ley esta medida consiste "en el encierro en establecimientos especiales, desde las 22 horas de cada día hasta las 6 horas del día siguiente".

#### Requisitos
- La pena establecida por la sentencia para el delito en cuestión no debe exceder de 3 años.
- La persona no debe haber sido condenado anteriormente por crimen o simple delito o de lo contrario, si ha sido condenado a una o más anteriormente que no exceda de dos años.
- Sus antecedentes y conducta deben permitir presumir que esta medida lo disuadirá a cometer nuevos delitos.

#### Obligaciones
- Satisfacer indemnización civil, costas, y multas impuestas por la sentencia.
- Cumplir la reclusión nocturna. Una noche de reclusión equivale a 1 día de la pena privación o restricción de libertad impuesta.
  - En caso de embarazo y puerperio u ocurrencia de circunstancias extraordinarias que impidan cumplir con la reclusión nocturna o lo transformaren en extremadamente grave, se puede suspender o decretar en su reemplazo.
    - Arresto domiciliario nocturno: encierro en el domicilio desde las 22 a las 6 horas.
    - Prohibición de salir del ámbito territorial que fije el tribunal.

  - Los mayores de 70 años pueden pedir esta excepción y en ese caso se le puede imponer las medidas de reemplazo antes mencionadas.
  - Los impedimentos o circunstancias antes mencionadas deben ser acreditados por el Servicio Médico Legal o el Servicio de Registro Civil e Identificación. El tribunal solo puede denegar las solicitudes por resolución fundada.

#### Revocación
- Por la comisión un crimen o simple delito.

### Libertad Vigilada
El artículo 14 de la ley se establece que esta medida consiste en "someter al reo a un régimen de libertad a prueba que tenderá a su tratamiento intensivo e individualizado, bajo la vigilancia y orientación permanentes de un delegado", por un mínimo de tres años y un máximo de seis.

#### Requisitos
- La pena establecida en la sentencia es superior a 2 años y no excede de 5 años.
- La persona no debe haber sido condenada anteriormente por crimen o simple delito.
- Informe sobre antecedentes sociales y características de personalidad, su conducta anterior y posterior al delito y la naturaleza, las modalidades y móviles determinantes del delito, señalan que un tratamiento en libertad aparece eficaz y necesario para el caso concreto (no resulta conveniente privarlo de su libertad), para una efectiva readapatación y rehabilitación.

#### Obligaciones
- Establecer residencia en un lugar determinado.
- Sujeción a la vigilancia y orientación permanente de un delegado por el tiempo fijada para la medida, debiendo cumplir las normas de conducta e instrucciones que este le imparta.
- Ejercer una profesión, oficio o empleo.
- Satisfacer indemnización civil, costas y multas impuestas por la sentencia (el tribunal puede obviar esta obligación en caso de impedimento justificado).
- Reparar, en proporción racional, los daños causados por el delito (el tribunal puede establer una regulación prudencial de pago).

#### Revocación
- Por orden del tribunal ante quebrantamiento de alguna de las condiciones impuestas por el tribunal o desobediencia grave o reiterada de las normas de conducta e instrucciones impartidas por el delegado.
- Por la comisión un crimen o simple delito.

### Reglas comunes
- Si durante el periodo de cumplimiento de alguna de las medidas alternativas que establece la ley, el beneficiado, comete un nuevo crimen o simple delito, la medida se entenderá revocada por el solo ministerio de la ley.
- La revocación de las medidas de remisión condicional o de libertad vigilada sujeta al condenado al cumplimiento del total de la pena inicialmente impuesta o, si procediere, de una medida alternativa equivalente a toda su duración.
  - La revocación de la medida de Reclusión Nocturna implica el cumplimiento del resto de la pena inicial, abonándose a su favor el tiempo de ejecución de dicha medida (un día de la pena privación o restricción de libertad impuesta por cada noche de reclusión).
- Transcurrido el tiempo de cumplimiento de alguna de las medidas alternativas que establece la ley, sin que ella haya sido revocada, se tiene por cumplida la pena privativa o restrictiva de libertad inicialmente impuesta (artículo 28). La importancia de esta norma es respecto de la  reincidencia, ya que según Mario Garrido Montt, si se comete crimen o simple delito después de haber sido condenado con este beneficio, estaría reincidiendo por cuanto dice "se tendrá por cumplida".La mayoría de la doctrina chilena estima que no es así.
- Si fue condenado por violación, estupro, o por delitos contra las personas que sean constitutivos de violencia intrafamiliar, el tribunal puede imponer como condición para el otorgamiento de cualquiera de los beneficios previstos en la ley que el condenado no ingrese ni acceda a las inmediaciones del hogar, el establecimiento educacional o el lugar de trabajo del ofendido. La imposición de esta condición se sujeta a las mismas reglas aplicables a la resolución que concede, deniega o revoca los beneficios.